# Elaphe dione
Elaphe dione är en ormart som beskrevs av Peter Simon Pallas 1773. Elaphe dione ingår i släktet Elaphe och familjen snokar. Inga underarter finns listade i Catalogue of Life. Artepitet syftar på gudinnan Dione från den grekiska mytologin.
Färgsättningen varierar mellan olika populationer. Det finns bruna, röda och svarta exemplar samt individer med strimmor eller fläckar.
Arten förekommer från östra Ukraina över Centralasien till norra Indien och österut till Koreahalvön. Honor lägger 3 till 15 ägg per tillfälle. Individerna kan vara dag- och nattaktiva. De vistas på marken och klättrar ibland i växtligheten. Äggläggningen sker i juli och augusti. Denna orm lever i låglandet och i bergstrakter upp till 3600 meter över havet. Den vistas främst i stäpper och andra gräsmarker och dessutom besöks klippiga regioner, halvöknar, buskskogar, öppna skogar och jordbruksmark.
Några individer dödas av personer som misstolkar Elaphe dione som en giftig orm. Beståndet påverkas även av vattenföroreningar. Hela populationen anses vara stabil. IUCN listar arten som livskraftig (LC).